# Norsk näverlav
Norsk näverlav (Platismatia norvegica) är en lavart som först beskrevs av Lynge, och fick sitt nu gällande namn av W. L. Culb. & C. F. Culb. Norsk näverlav ingår i släktet Platismatia och familjen Parmeliaceae.  Arten är reproducerande i Sverige. Inga underarter finns listade i Catalogue of Life.